# عبد الله كوني
عبد الله عبيد كوني من مواليد 19 يوليو 1979، لاعب كرة قدم قطري سنغالي الأصل، لعب مع نادي السد القطري ومنتخب قطر لكرة القدم.

## مسيرته الكروية
لعب عبد الله كوني خلال مسيرته الاحترافية مع نادِ واحدٍ في ثمانية عشر موسمًا وسجل خلالها 15 هدفًا ضمن 222 مباراة. حيث فاز في خمسة مواسم بالكأس وفي خمسة مواسم بالدوري.
خاض عبد الله كوني مسيرته مع نادي السد في موسم 1996–97 ليلعب معه ثمانية عشر موسمًا، مشاركًا في 222 مباراة سجل خلالها 15 هدفًا.

## كأس الخليج 2003
سجل هدف في مرمى منتخب الكويت لكرة القدم.

## روابط خارجية
- عبد الله كوني على موقع الاتحاد الدولي (مؤرشف)  (الإنجليزية)
- عبد الله كوني على موقع قاعدة بيانات كرة القدم.إي يو (الإنجليزية)
- عبد الله كوني على موقع ناشيونال فوتبول تيمز (الإنجليزية)
- عبد الله كوني على موقع كووورة